# Luxemburgs voetbalelftal in 1990
Het Luxemburgs voetbalelftal speelde in totaal drie interlands in het jaar 1990, waaronder twee wedstrijden in de kwalificatiereeks voor de EK-eindronde 1992 in Zweden. De nationale selectie stond onder leiding van bondscoach Paul Philipp, de opvolger van de in 1985 opgestapte Josy Kirchens.

## Balans
| Wedstrijden | Wedstrijden | Wedstrijden | Wedstrijden | Doelpunten | Doelpunten | Doelpunten | Punten |
| Gespeeld    | Winst       | Gelijk      | Verlies     | Voor       | Tegen      | Saldo      | Punten |
| ----------- | ----------- | ----------- | ----------- | ---------- | ---------- | ---------- | ------ |
| 3           | 0           | 0           | 3           | 3          | 6          | –3         | 0.000  |

## Interlands
|                                                     |                 |       |                                           | |
| 28 maart Vriendschappelijk № 377 «onderlinge duels» | Luxemburg       | 1 - 2 | IJsland                                   | Stade de la Frontière, Esch-sur-Alzette Toeschouwers: 600 Scheidsrechter: Jean-François Crucke (BEL) |
| 28 maart Vriendschappelijk № 377 «onderlinge duels» | Théo Malget 39' |       | 16' Pétur Pétursson 28' Ólafur Thordarson | Stade de la Frontière, Esch-sur-Alzette Toeschouwers: 600 Scheidsrechter: Jean-François Crucke (BEL) |

|                                                               |                                         |       |                                                   |                                                                                      |
| 31 oktober EK-kwalificatie № 378 «onderlinge duels» 20:15 uur | Luxemburg                               | 2 – 3 | Duitsland                                         | Neie Stadion, Luxemburg Toeschouwers: 8.250 Scheidsrechter: Kim Milton Nielsen (DEN) |
| 31 oktober EK-kwalificatie № 378 «onderlinge duels» 20:15 uur | Jean-Paul Girres 56' Robert Langers 65' |       | 15' Jürgen Klinsmann 30' Uwe Bein 43' Rudi Völler | Neie Stadion, Luxemburg Toeschouwers: 8.250 Scheidsrechter: Kim Milton Nielsen (DEN) |

|                                                                |           |              |       |                                                                               |
| 14 november EK-kwalificatie № 379 «onderlinge duels» 20:00 uur | Luxemburg | 0 – 1        | Wales | Neie Stadion, Luxemburg Toeschouwers: 6.800 Scheidsrechter: Jiri Ulrich (TCH) |
| 14 november EK-kwalificatie № 379 «onderlinge duels» 20:00 uur |           | 16' Ian Rush |       | Neie Stadion, Luxemburg Toeschouwers: 6.800 Scheidsrechter: Jiri Ulrich (TCH) |

## Statistieken
| John van Rijswijck | 1962-01-16 | Union Luxembourg     | 2 | 0 | 0 | 35 | 0 |
| Paul Koch          | 1966-06-07 | Red Boys Differdange | 1 | 0 | 0 | 1  | 0 |
| Verdediging        |            |                      |   |   |   |    |   |
| Marc Birsens       | 1966-09-17 | Union Luxembourg     | 3 | 0 | 0 | 9  | 0 |
| Marcel Bossi       | 1960-01-14 | Jeunesse Esch        | 3 | 0 | 0 | 50 | 0 |
| Pierre Petry       | 1961-07-13 | Jeunesse Esch        | 3 | 0 | 0 | 16 | 0 |
| Carlo Weis         | 1958-12-04 | Avenir Beggen        | 3 | 0 | 0 | 58 | 0 |
| Middenveld         |            |                      |   |   |   |    |   |
| Jean-Paul Girres   | 1961-01-06 | Avenir Beggen        | 3 | 0 | 1 | 50 | 1 |
| Théo Malget        | 1961-03-02 | FC Wiltz 71          | 3 | 0 | 1 | 35 | 3 |
| Joël Groff         | 1968-09-11 | Union Luxembourg     | 2 | 0 | 0 | 5  | 0 |
| Guy Hellers        | 1964-10-10 | Standard Luik        | 2 | 0 | 0 | 30 | 1 |
| Jeff Saibene       | 1968-09-13 | FC Aarau             | 2 | 0 | 0 | 11 | 0 |
| Frank Goergen      | 1968-07-27 | Avenir Beggen        | 1 | 0 | 0 | 1  | 0 |
| Théo Scholten      | 1963-01-04 | Jeunesse Esch        | 1 | 0 | 0 | 21 | 0 |
| Denis Scuto        | 1964-11-13 | Jeunesse Esch        | 1 | 0 | 0 | 2  | 0 |
| Gérard Jeitz       | 1961-03-10 | Union Luxembourg     | 0 | 2 | 0 | 21 | 0 |
| Marc Thomé         | 1963-11-04 | Jeunesse Esch        | 0 | 1 | 0 | 7  | 0 |
| Aanval             |            |                      |   |   |   |    |   |
| Robert Langers     | 1960-08-01 | OGC Nice             | 2 | 0 | 1 | 39 | 5 |
| Patrick Morocutti  | 1968-02-19 | Union Luxembourg     | 2 | 0 | 0 | 6  | 0 |
| Armin Krings       | 1962-11-22 | Avenir Beggen        | 0 | 1 | 0 | 10 | 1 |

FLF · A-internationals · Bondscoaches · Statistieken · Luxemburgs vrouwenelftal · Luxemburg U21 · Luxemburg U19 · Luxemburg U18 · Luxemburg U17 · Luxemburg U16
1911 – 1919 ·
1920 – 1929 ·
1930 – 1939 ·
1940 – 1949 ·
1950 – 1959 ·
1960 – 1969 ·
1970 – 1979 ·
1980 – 1989 ·
1990 – 1999 ·
2000 – 2009 ·
2010 – 2019 ·
2020 − 2029
OS 1920 · 
OS 1924 · 
OS 1928 · 
OS 1936 · 
OS 1948 · 
OS 1952
1911 · 
1912 · 
1913 · 
1914 · 
1915 · 1916 · 1917 · 1918 · 1919 · 
1920 · 
1921 · 1922 · 1923 · 
1924 · 
1925 · 1926 · 
1927 · 
1928 · 
1929 · 1930 · 1931 · 1932 · 1933 · 
1934 · 
1935 · 
1936 · 
1937 · 
1938 · 
1939 · 
1940 · 
1941 · 1942 · 1943 · 1944 · 
1945 · 
1946 · 
1947 · 
1948 · 
1949 · 
1950 · 
1952 · 
1952 · 
1953 · 
1954 · 
1955 · 
1956 · 
1957 · 
1958 · 
1959 · 
1960 · 
1961 · 
1962 · 
1963 · 
1964 · 
1965 · 
1966 · 
1967 · 
1968 · 
1969 · 
1970 · 
1971 · 
1972 · 
1973 · 
1974 · 
1975 · 
1976 · 
1977 · 
1978 · 
1979 · 
1980 · 
1981 · 
1982 · 
1983 · 
1984 · 
1985 · 
1986 · 
1987 · 
1988 · 
1989 · 
1990 · 
1991 · 
1992 · 
1993 · 
1994 · 
1995 · 
1996 · 
1997 · 
1998 · 
1999 · 
2000 · 
2001 · 
2002 · 
2003 · 
2004 · 
2005 · 
2006 · 
2007 · 
2008 · 
2009 · 
2010 · 
2011 · 
2012 · 
2013 · 
2014 · 
2015 ·
2016 ·
2017 ·
2018 ·
2019 ·
2020 ·
2021
Afghanistan ·
Albanië ·
Algerije ·
Armenië ·
Azerbeidzjan ·
België ·
Bosnië en Herzegovina ·
Brazilië ·
Bulgarije ·
Canada ·
Cyprus ·
DDR ·
Denemarken ·
(West-)Duitsland ·
Egypte ·
Engeland ·
Estland ·
Faeröer ·
Finland ·
Frankrijk ·
Gambia ·
Georgië ·
Griekenland ·
Hongarije ·
Ierland ·
IJsland ·
Israël ·
Italië ·
Japan ·
Joegoslavië ·
Kaapverdië ·
Kameroen ·
Kazachstan ·
Letland ·
Liechtenstein ·
Litouwen ·
Madagaskar ·
Malta ·
Marokko ·
Mexico ·
Moldavië ·
Montenegro ·
Myanmar ·
Nederland ·
Nigeria ·
Noord-Ierland ·
Noord-Macedonië ·
Noorwegen ·
Oekraïne ·
Oostenrijk ·
Polen ·
Portugal ·
Qatar ·
Roemenië ·
Rusland ·
San Marino ·
Saoedi-Arabië ·
Schotland ·
Senegal ·
Servië ·
Servië en Montenegro ·
Slovenië ·
Slowakije ·
Sovjet-Unie ·
Spanje ·
Thailand ·
Togo ·
Tsjechië ·
Tsjecho-Slowakije ·
Turkije ·
Uruguay ·
Verenigde Staten ·
Wales ·
Wit-Rusland ·
Zuid-Korea ·
Zweden ·
Zwitserland